# Литаври (альманах)
«Литаври» — альманах, літературно-художнє видання 2016 року. До альманаху увійшли твори понад 80 учасників фестивалю «Литаври», що проходив 22-24 вересня 2016 у Ніжині і Чернігові.
Альманах вийшов двома мовами — українською та англійською. Щоб встигнути до проведення фестивалю, довелося залучити багатьох перекладачів, серед яких — навіть волонтери та студенти Ніжинського університету імені Гоголя.
Упорядник альманаху — Тетяна Винник, число сторінок  — 554. Вийшов друком у Ніжині: Видавець ПП Лисенко М. М. ISBN 978-617-640-282-4